# Odontomera ferruginea
Odontomera ferruginea är en tvåvingeart som beskrevs av Macquart 1844. Odontomera ferruginea ingår i släktet Odontomera och familjen Richardiidae. Inga underarter finns listade i Catalogue of Life.